# Idionyx thailandicus
Idionyx thailandicus – gatunek ważki z rodziny Synthemistidae. Występuje w Azji Południowo-Wschodniej – stwierdzony w Tajlandii, Laosie i Wietnamie.